# Eva Pils
Eva Maria Pils ist eine Juristin und Sinologin. Sie arbeitet interdisziplinär zum Thema Menschenrechte mit dem Schwerpunkt China.

## Leben und Wirken
Eva Pils studierte an den Universitäten in Heidelberg, Peking und London Rechtswissenschaften, Sinologie und Philosophie. Sie nahm als Doktorandin an einem Trainingsprogramm für europäische Rechtsanwälte in Peking teil und studierte dort chinesisches Recht. 2004 wurde sie in Rechtswissenschaften am University College London  mit dem Thema „Rights protection and justice in contemporary China“ promoviert.
Sie forschte anschließend an der New York University, USA, und an der juristischen Fakultät der Chinesischen Universität Hongkong. Dort gründete sie mit anderen zusammen das Centre for Rights and Justice. Im akademischen Jahr 2009/2010 erhielt sie von der Chinesischen Universität Hongkong den Research Excellence Award.
2014 verließ sie Hongkong und begann als Reader in Transnational Law am King’s College London zu arbeiten. Dort ist sie seit 2018 als Professor of Law tätig.
Seit mehreren Jahren arbeitet Eva Pils als assoziiertes Mitglied im Centre for Human Rights (CHREN) der FAU Erlangen-Nürnberg mit. Für den Deutschen Bundestag erstellte sie 2021 eine Stellungnahme zur völkerrechtlichen Bewertung der Menschenrechtsverletzungen an den Uiguren.
Sie wurde 2023 von der FAU Erlangen-Nürnberg für eine Humboldt-Professur nominiert. Im Mai 2024 hat sie den Ruf an die FAU Erlangen-Nürnberg angenommen.

## Veröffentlichungen (Auswahl)
- Eva Pils: China’s Human Rights Lawyers. Routledge 2015, ISBN 978-1-138-28155-4
- Eva Pils: Human Rights in China. Wiley 2017, ISBN 978-1-5095-0070-3
- Eva Pils:  Response to the Coronavirus Pandemic: Fighting Two Enemies. Berlin: Fachinformationsdienst für internationale und interdisziplinäre Rechtsforschung Staatsbibliothek zu Berlin – Preußischer Kulturbesitz, 2020
- Eva Pils: Autocratic Challenges to International Human Rights Law: A Chinese Case Study in: Current Legal Problems, Volume 75, Issue 1, 2022, Pages 189–236, doi:10.1093/clp/cuac007
- Eva Pils: Chinas Einfluss auf die Menschenrechte in: Zeitschrift für Menschenrechte, Jahrgang 15, Ausgabe 2, Dezember 2021, Seiten 110–129
- Eva Pils: Stellungnahme zur Stellung der Menschenrechte in China. Deutscher Bundestag. Ausschuss für Menschenrechte und Humanitäre Hilfe. Ausschussdrucksache 19(17)125